# Хасан Мартин
Хасан Мартин (енгл. Hassan Martin; Статен Ајланд, Њујорк, 12. новембар 1995) амерички је кошаркаш. Игра на позицијама центра.

## Каријера

### Колеџ
Мартин је од 2013. до 2017. године похађао Универзитет Роуд Ајланда у Кингстону. У дресу Роуд Ајланд рамса уписао је 121 наступ, а просечно је по мечу бележио 10,7 поена, 6,5 скокова, 0,6 асистенција и 2,6 блокада.

### Клупска
Прва европска дестинација му је била у Немачкој где је 2018. године потписао за Бајројт. У сезони 2019/20. наступао је за подгоричку Будућност. Наредне две године провео је у грчком Олимпијакосу. Дана 9. јула 2022. године потписао је двогодишњи уговор са Црвеном звездом. Са Црвеном звездом је у сезони 2022/23. освојио Куп Радивоја Кораћа и првенство Србије док је у финалу Јадранске лиге поражен од Партизана. У јуну 2023. године потписао је за Шимано Сузано меџик из Јапана.

## Успеси

### Клупски
- Будућност:
  - Куп Црне Горе (1): 2019.

- Олимпијакос:
  - Првенство Грчке (1): 2021/22.
  - Куп Грчке (1): 2022.

- Црвена звезда:
  - Првенство Србије (1): 2022/23.
  - Куп Радивоја Кораћа (1): 2023.